# Bauhinia herrerae
Bauhinia herrerae är en ärtväxtart som först beskrevs av Nathaniel Lord Britton och Joseph Nelson Rose, och fick sitt nu gällande namn av Paul Carpenter Standley och Julian Alfred Steyermark. Bauhinia herrerae ingår i släktet Bauhinia och familjen ärtväxter. Inga underarter finns listade i Catalogue of Life.